# Łazarz (Baranowicz)

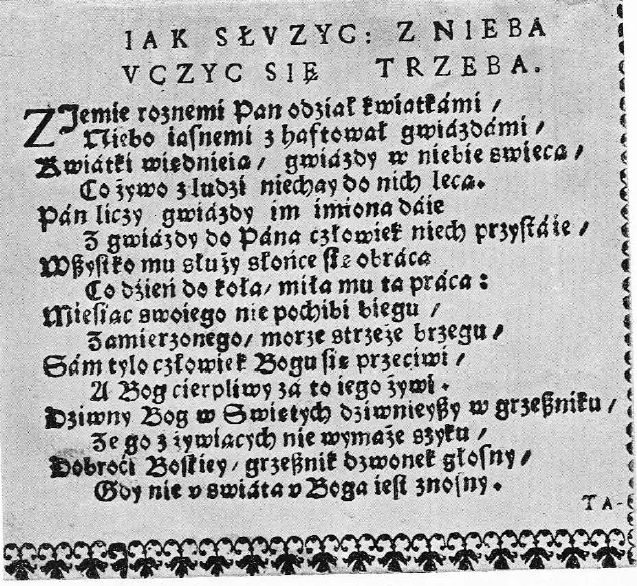
Lutnia Apollina

Łazarz,  imię świeckie Łuka Baranowicz (ur. 1617 na Białorusi, zm. 22 sierpnia?/1 września 1693 w Czernihowie) –  ukraiński (ruski) poeta, prozaik piszący w języku polskim, cerkiewnosłowiańskim i ukraińskim (ruskim), w epoce baroku szerzący konceptyzm (idea – conceptus – imago – ars – opus), duchowny prawosławny. Gorliwy obrońca swego Kościoła przeciwko dążeniom jezuitów, polemista językowy. Nazwany „filarem swego kościoła”.

## Rodzina
Rodzina Baranowiczów pochodziła z Litwy (z Jełowego herbu Syrokomla lub Junosza). Przypuszczalnie pochodził z Wilna. Nosił świeckie imię Łuka.

## Działalność
Kształcił się w szkole jezuickiej w Kaliszu, po czym przeszedł na prawosławie i kształcił się w klasztorze bractwa kijowskiego. Uczył się języków: greckiego, łacińskiego, polskiego i cerkiewnosłowiańskiego. W wieku 30 lat udał się na dalsze kształcenie. Wysłany przez metropolitę Piotra Mohyłę z Kolegium Kijowsko-Mohylańskiego na studia m.in. do jezuickich uczelni Wilna i Kalisza. Na początku lat 40. wykładał gramatykę, poetykę i retorykę w Kolegium Kijowsko-Mohylańskim. Od 1650, a formalnie od 1657, był rektorem tej uczelni. Równocześnie w latach 1652–1657 kierował jako przełożony monasterem św. Cyryla w Kijowie.
Wyświęcony na biskupa 8 marca 1657 w Jassach przez Gedeona, metropolitę suczawskiego. Utrzymywał stałe układy z hetmanami Ukrainy, który brali swą inwestyturę z Rosji. W 1667 wezwany był na sobór, który złożył z urzędu patriarchę Nikona. Występował przeciwko Doroszeńce, popierając Brzuchowieckiego, Mnohohrysznego i Skoropadskiego.
W 1657 został biskupem, następnie od 1663 arcybiskupem czernihowskim, piastował ten urząd aż do śmierci.
Przez pewien okres był administratorem kijowskiej metropolii prawosławnej. W 1674 założył drukarnię w Nowogrodzie Siewierskim, którą z czasem przeniósł do Czernihowa, gdzie za jego zgodą wydrukowano 50 książek w różnych językach.

## Twórczość
Znany jest jako autor dużej liczby kazań w języku cerkiewnosłowiańskim, w tym monumentalnych zbiorów: Miecz duchowny (1666), Truby słowes propowidnych (Tруби словес проповідних, 1674). W języku polskim napisał ponad 10 polemicznych utworów i zbiorów wierszy, m.in. Żywoty świętych (Kijów 1670), Lutnia Apollinowa (1671), Księga śmierci (1676), Księga rodzaju (1676), Filar wiary (1678), W wieniec Bożej Matki (1680), Caryca nieba i ziemi (1683). Tworzył w językach polskim, łacińskim i cerkiewnosłowiańskim.

### Dzieła
- Żywoty Świętych (Kijów 1670)
- Lutnia Apollinowa każdej sprawie gotowa (1671)
- Rozmowy o wierze i życiu świętych
- Księgi rodzaju
- Księga śmierci
- O przygodach życia ludzkiego
- Nowa miara starej wiary na wymierzenie władzy św. Piotra i papieżów rzymskich i pochodzenie Ducha Św. od Ojca (1675)
- Noty pięć ran Chrystusowych (Czernihów 1680)
- Wieniec Bożej Matki, świętych ojców kwiatki, Najświętszej Panny sertum ex floribus SS. Partum deckertum (Czernihów 1680)

## Uczniowie i następcy
Do uczniów arcybiskupa należeli Joannicjusz Galatowski, Symeon Połocki i Innocenty (Kulczycki) – pierwszy biskup prawosławny w Irkucku, zaliczony do grona świętych rosyjskiej Cerkwi prawosławnej, obecnie patron Syberii. Będąc w podeszłym wieku, Łazarz Baranowicz wybrał swego pomocnika i następcę w osobie Teodozjusza (Połonickiego-Uglickiego).
Biografię Łazarza Baranowicza napisał Stradomski w Dzienniczku misterium osiecenia narodowego za lipiec i sierpień 1852.

## Literatura
- Wielka Encyklopedia Powszechna Ilustrowana Saturnina Sikorskiego (1892–1914), tom 6, s. 946.
- Encyklopedia Powszechna Orgelbranda (1862–1869), tom 2, s. 860–861.
- Енциклопедія українознавства, Lwów 1993, t. 1, s. 91